# Sergi Picazo i Guillamot
Sergi Picazo i Guillamot (Barcelona, 1980) és un periodista i professor universitari català. Des del 2014 és el cap de redacció i soci fundador del mitjà digital Crític, especialitzat en periodisme d'investigació i anàlisi crítica de la realitat social i política de Catalunya. També és professor associat de periodisme a la Facultat de Ciències de la Comunicació de la Universitat Autònoma de Barcelona (UAB).
En el passat ha treballat com a redactor de la secció de Política al diari El Punt Avui.
Ha guanyat el premi de periodisme solidari Memorial Joan Gomis en dues ocasions amb treballs col·lectius fets en equip: el 2012, amb la sèrie de documentals 'Després de la Pau' (elaborada pels col·lectius Contrast i Fora de Quadre); i el 2007, amb un reportatge escrit amb la periodista i antropòloga Iolanda Parra sobre la cooperació internacional i les ONG a "Nicaragua, el reino de las ONG".
Un dels seus projectes principals ha sigut la producció de la sèrie de reportatges audiovisuals Després de la pau, rodada a Bòsnia, el Líban, Guatemala i Ruanda, i que té encara pendent gravar a l'Argentina, Cambodja i Sud-àfrica. Durant anys ha col·laborat en projectes de periodisme crític a Catalunya com ara les revistes d'informació alternativa Directa i El Triangle, i les ja desaparegudes Illacrua i Diari de la Pau. A més, va treballar en premsa gratuïta, com el diari Universal, ràdios com Ràdio Nacional d'Espanya-Ràdio 4 i mitjans locals, com la revista Transversal i Ràdio Gràcia.

## Obra publicada
- La Indirecta. Una entrevista a l'esquerra.  Barcelona: Virus, 2008. ISBN 978-84-96044-95-1.
- «Epíleg». A: Fidel Castro.  Madrid: Swing, 2007. ISBN 978-84-96746-04-6.